# 배철수 잼
《배철수 잼(Jam)》은 2020년 2월 3일부터 2020년 3월 30일까지 방송되었던 예능 프로그램이다.

## 기획 의도
올해로 30주년을 맞은 레전드DJ 배철수가 '음악'을 통해 사회 각 분야 유명인사의 이야기를 들어보는 예능 프로그램이다.

## 방송 시간
| 방송 기간                         | 방송 시간 | 방송 시간                           | 비고      |
| --------------------------------- | --------- | ----------------------------------- | --------- |
| 2020년 2월 3일 ~ 2020년 3월 16일  | 1부       | 매주 월요일 밤 9시 50분 ~ 10시 25분 | 분리 편성 |
| 2020년 2월 3일 ~ 2020년 3월 16일  | 2부       | 매주 월요일 밤 10시 25분 ~ 11시     | 분리 편성 |
| 2020년 3월 23일 ~ 2020년 3월 30일 | 1부       | 매주 월요일 밤 10시 5분 ~ 10시 35분 | 분리 편성 |
| 2020년 3월 23일 ~ 2020년 3월 30일 | 2부       | 매주 월요일 밤 10시 35분 ~ 11시 5분 | 분리 편성 |

## 진행자
- 배철수, 이현이

## 방송 목록

### 2020년
| 회차 | 방송일   | 호스트         | 게스트                   |
| ---- | -------- | -------------- | ------------------------ |
| 1    | 2월 3일  | 이장희, 정미조 | 박재정                   |
| 2    | 2월 17일 | 이장희, 정미조 | 류수정, 김완선, 선우정아 |
| 3    | 2월 24일 | 양준일         |                          |
| 4    | 3월 2일  | 양준일         |                          |
| 5    | 3월 9일  | 이현세         | 그렉                     |
| 6    | 3월 16일 | 신승훈         |                          |
| 7    | 3월 23일 | 명진 스님      |                          |
| 8    | 3월 30일 | 김명중         |                          |

## 시청률

### 2020년
| 회차 | 방송일   | AGB 시청률     |
| 회차 | 방송일   | 대한민국(전국) |
| ---- | -------- | -------------- |
| 1    | 2월 3일  | 2.9%           |
| 1    | 2월 3일  | 2.6%           |
| 2    | 2월 17일 | 2.3%           |
| 2    | 2월 17일 | 2.0%           |
| 3    | 2월 24일 | 2.4%           |
| 3    | 2월 24일 | 3.3%           |
| 4    | 3월 2일  | 4.2%           |
| 4    | 3월 2일  | 4.9%           |
| 5    | 3월 9일  | 3.5%           |
| 5    | 3월 9일  | 2.1%           |
| 6    | 3월 16일 | 3.4%           |
| 6    | 3월 16일 | 3.4%           |
| 7    | 3월 23일 | 2.4%           |
| 7    | 3월 23일 | 2.7%           |
| 8    | 3월 30일 | 2.1%           |
| 8    | 3월 30일 | 2.1%           |

## 결방 및 편성 변경 사유
2020년
- 2월 10일 : 특집 기생충 아카데미 수상 기념 감독 봉준호 편성으로 인한 결방.

## 같이 보기
- 이동욱은 토크가 하고 싶어서 (SBS TV)